# Roman Kumpošt
Roman Kumpošt (* 12. prosince 1962, Liberec) je český sportovní funkcionář, podnikatel a bývalý československý reprezentant v severské kombinaci. Od roku 2016 je místopředsedou Českého olympijského výboru pro zahraniční vztahy.

## Život
Vystudoval strojní fakultu na Technické univerzitě v Liberci, kde následně působil jako odborný asistent. Odmalička sportoval. V letech 1978–1982 byl československým reprezentantem v severské kombinaci, v této disciplíně se dvakrát zúčastnil i juniorského mistrovství světa.
Od roku 1987 je funkcionářem Svazu lyžařů ČR, v letech 2002–2004 byl i jeho prezidentem. Působí ve vedení Mezinárodní lyžařské federace (FIS) a od roku 2010 je také členem jejího předsednictva. Na zimních olympiádách v Naganu 1998 a Salt Lake City 2002 působil jako technický delegát FIS. Od roku 2011 působí ve Výkonném výboru ČOV.
Podílí se na pořádání vrcholných sportovních akcí. Vedl organizační tým na mistrovství světa v klasickém lyžování v Liberci 2009, byl prezidentem organizačního výboru Evropského olympijského festivalu mládeže v Liberci 2011 i juniorského mistrovství světa v klasickém lyžování o dva roky později. V současnosti je také členem komunikační komise Mezinárodního olympijského výboru, byl členem vyhodnocovací komise MOV pro Zimní olympijské hry 2006, je členem Komise zahraničních vztahů Asociace národních olympijských výborů a působí ve správní radě EOC EU Office.
Je ředitelem inženýrské společnosti STEINEL Technik a vlastníkem společností Terzet a SMS Design.